# Armando Tejera Perdomo
Armando Tejera Perdomo (Ingenio, 29 de novembre de 1967) és un exfutbolista canari, que jugava com a defensa.

## Trajectòria
Va començar a destacar a la UD Las Palmas, equip amb el qual debuta a primera divisió a la campanya 87/88, jugant tres partits. Els gran canaris van perdre la categoria, però el defensa es va consolidar, fent-se un lloc a l'onze inicial. La temporada 92/93 és fitxat per l'Albacete Balompié, amb qui torna a jugar a la màxima categoria. És present només a 13 partits.
A la temporada següent va començar al Rayo Vallecano, però prompte, i sense haver jugat cap minut de lliga amb els madrilenys, marxa al Granada CF. L'equip andalús militava a la Segona Divisió B, categoria en la qual romandria el defensa durant les següents temporades, jugant al Granada (93/96), Yeclano CF (96/00) i una cessió al Gàldar la temporada 97/98.
L'any 2000 fitxa per l'Immortal, de la Segona portuguesa, on hi roman temporada i mitja. Retornaria a les illes Canàries per militar amb el Lanzarote i l'AD Laguna, equip en el qual penja les botes el 2003.